# Fred Mandel
Frederick Lawrence "Fred" Mandel (Estevan, Saskatchewan; 1953) es un músico de sesión canadiense, especializado en los teclados y la guitarra. Ha grabado con artistas y bandas como Alice Cooper, Pink Floyd, Queen, Brian May, Freddie Mercury, Elton John, Supertramp y Anthrax.

## Discografía seleccionada
- Alice Cooper: The Alice Cooper Show (1977, álbum en vivo)
- Alice Cooper: From the Inside (1978)
- Pink Floyd: The Wall (1979)
- Alice Cooper: Flush the Fashion (1980)
- Brian May + Friends: Star Fleet Project (1983)
- Queen: The Works (1984)
- Freddie Mercury: Mr. Bad Guy (1985)
- Elton John: Ice on Fire (1985)
- Elton John: Leather Jackets (1986)
- Bernie Taupin: Tribe (1987)
- Elton John: Reg Strikes Back (1988)
- Elton John: Sleeping with the Past (1989)
- Supertramp: Some Things Never Change (1997)
- Queen: Queen on Fire – Live at the Bowl (2004; DVD material extra)
- Philip Sayce: Peace Machine (2009)
- Anthrax: Anthems (2013)

### Película
- Roadie (1980)